# Parafia Niepokalanego Serca Maryi w Piaskach
Parafia Niepokalanego Serca Maryi w Piaskach – rzymskokatolicka parafia w Piaskach, należy do dekanatu gostyńskiego archidiecezji poznańskiej. Została utworzona w 1972. Mieści się przy ulicy Dworcowej.